# Bianco Manini
Bianco Manini war ein italienischer Filmproduzent.
Manini, über dessen Leben nichts bekannt ist, produzierte in der zweiten Hälfte der 1960er Jahre einige Italowestern mit relativ hohem Budget und inszenierte unter dem Pseudonym Newman Rostel einen weiteren, der oft und fälschlicherweise Stelvio Massi zugeschrieben wird.

## Filmografie (Auswahl)
- 1966: Töte Amigo (Quién sabe?)
- 1968: Django spricht das Nachtgebet (Il suo nome gridava vendetta)
- 1968: Der letzte Zug nach Durango (Un treno per Durango)
- 1969: Blutiges Blei (Il prezzo del potere)
- 1973: Partirono preti, tornarono… curati (auch Drehbuch, Regie)